# Sergej Birjoezov

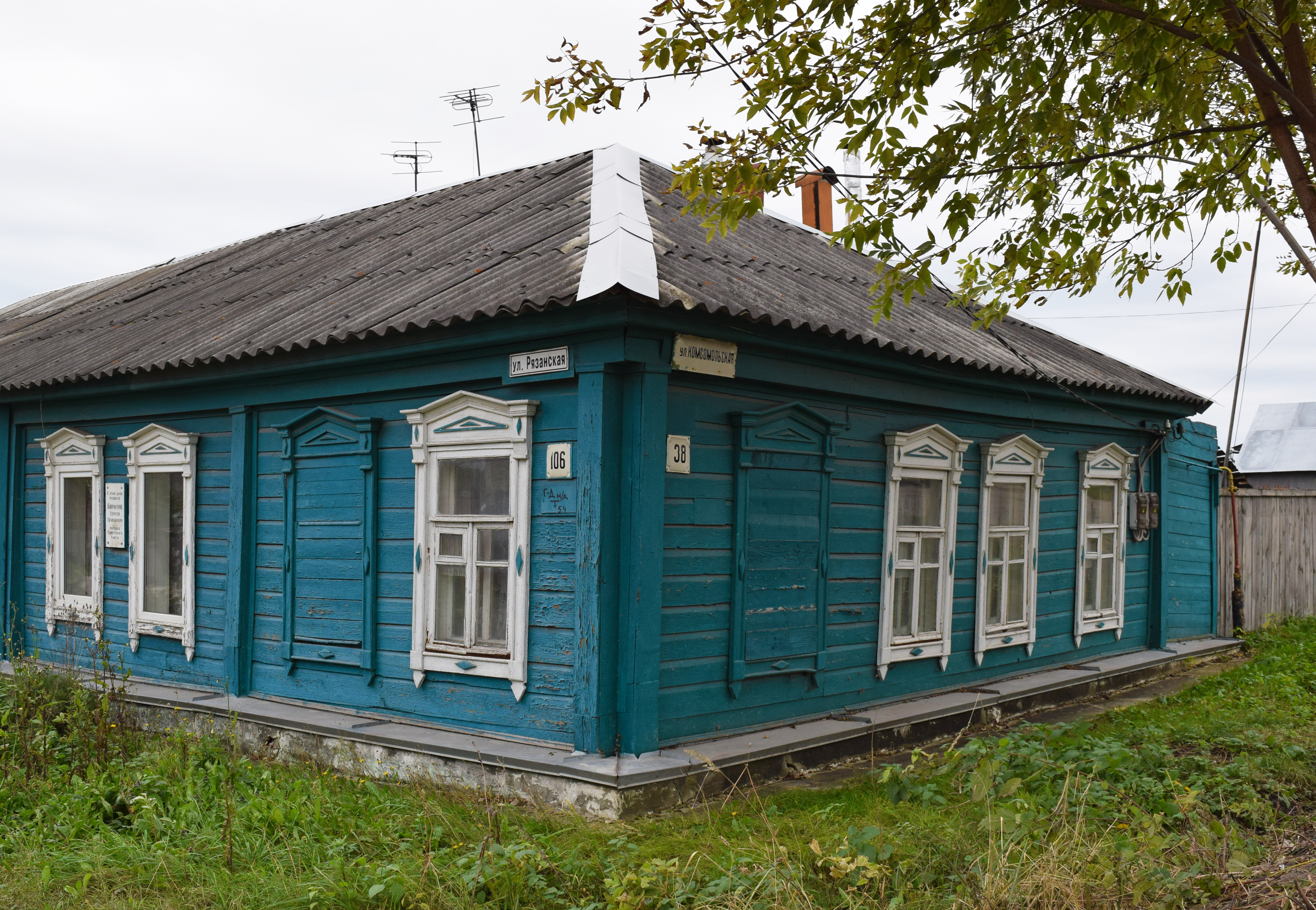
Zijn geboortehuis in Skopin

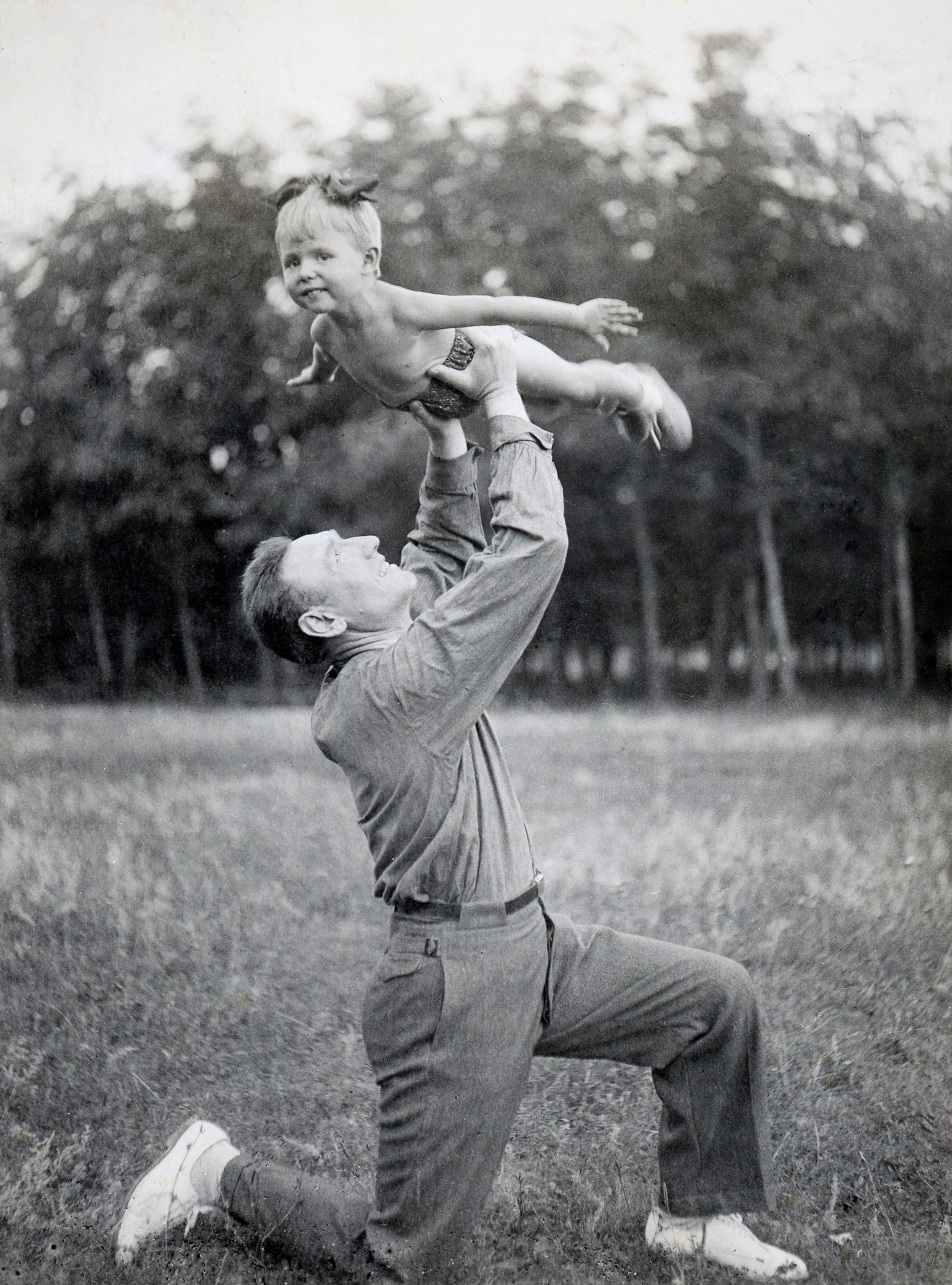
Birjoezov met zijn dochter Olga in zijn datsja in 1940

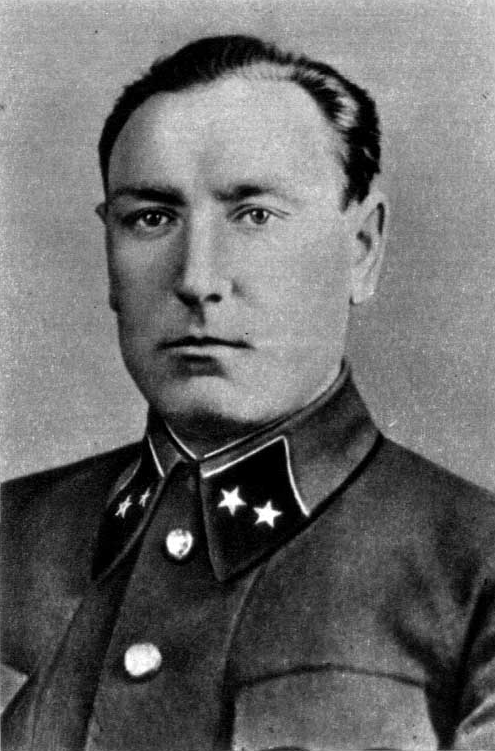
Birjoezov in 1941

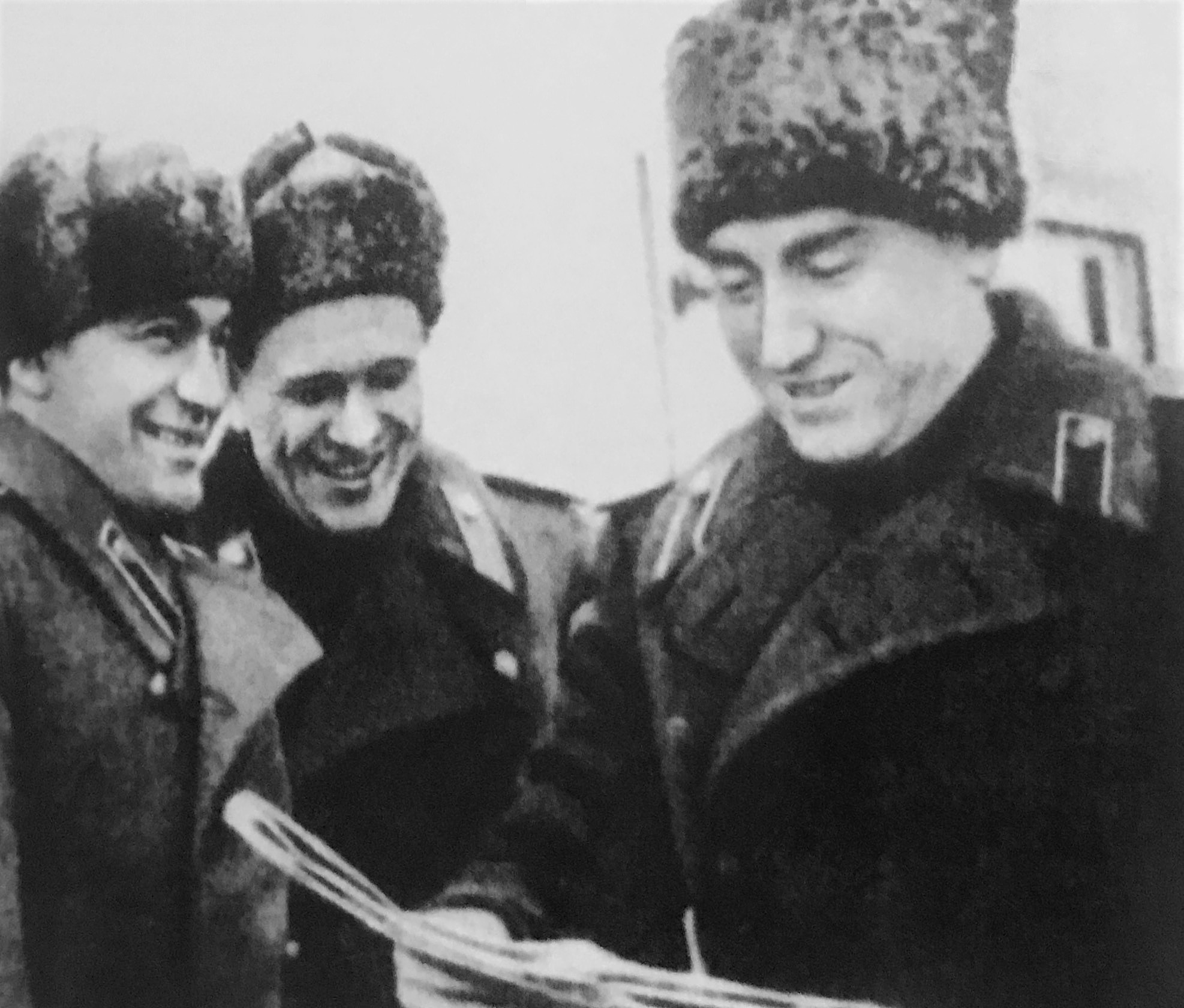
Birjoezov in februari 1943 als stafchef van het 2e Gardeleger

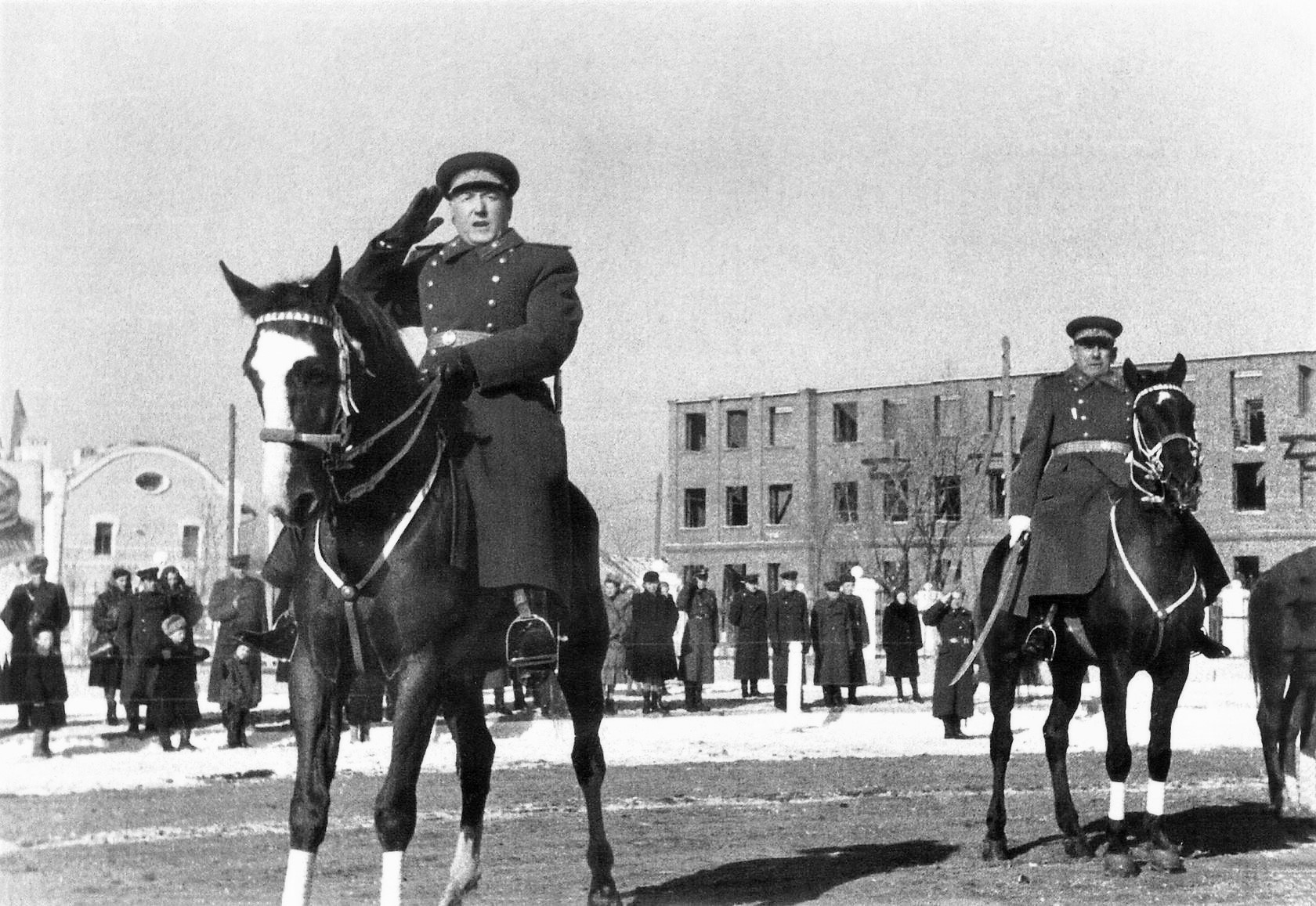
Birjoezov op de militaire parade van 7 november 1948

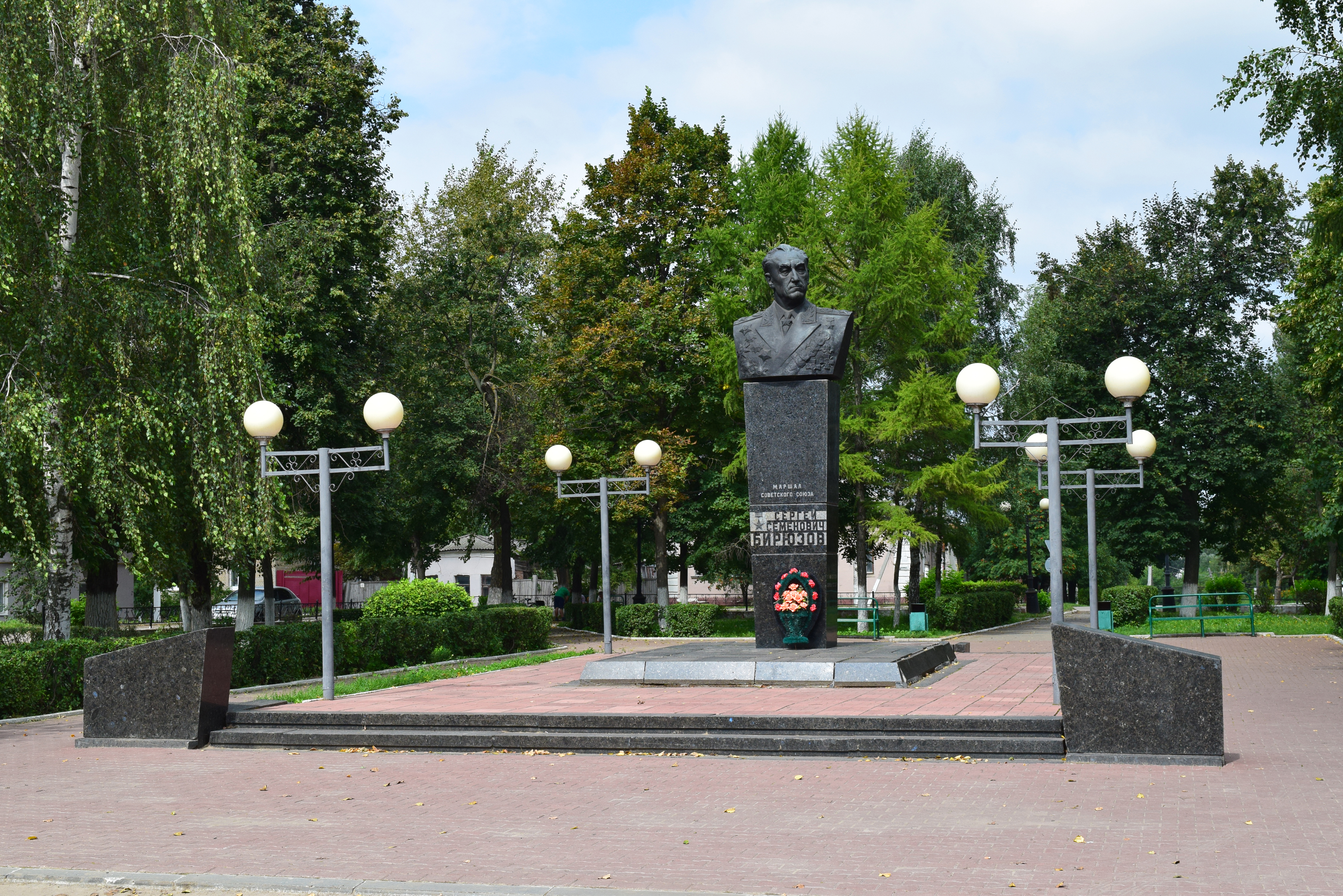
Monument in zijn geboorteplaats Skopin

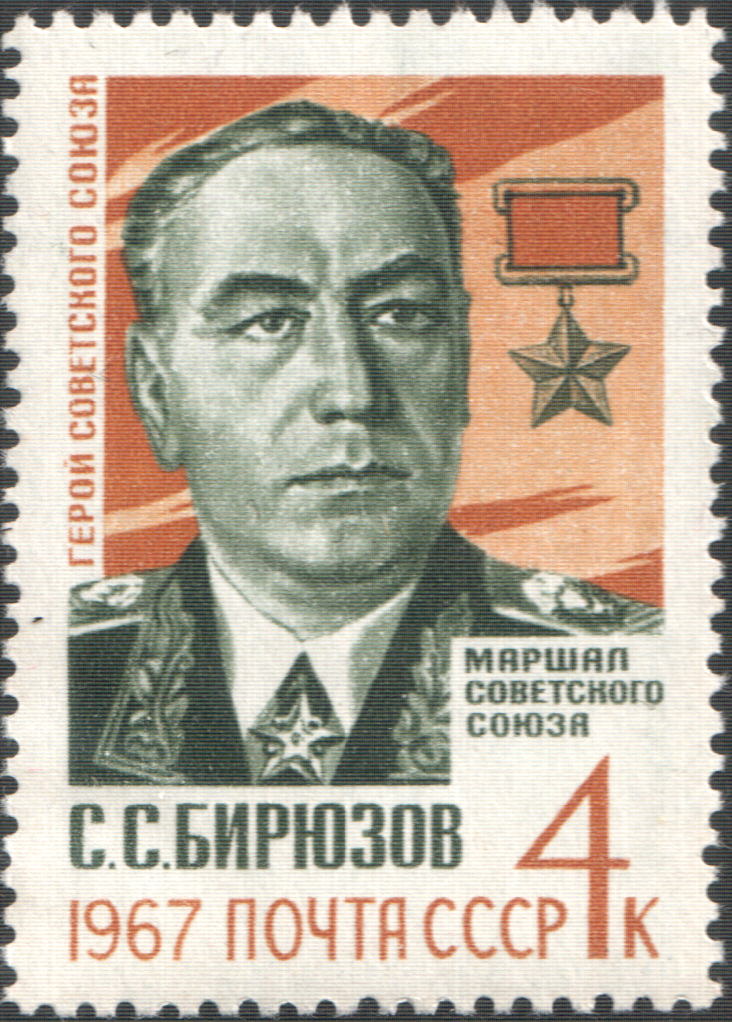
Postzegel van de Sovjet-Unie uit 1967

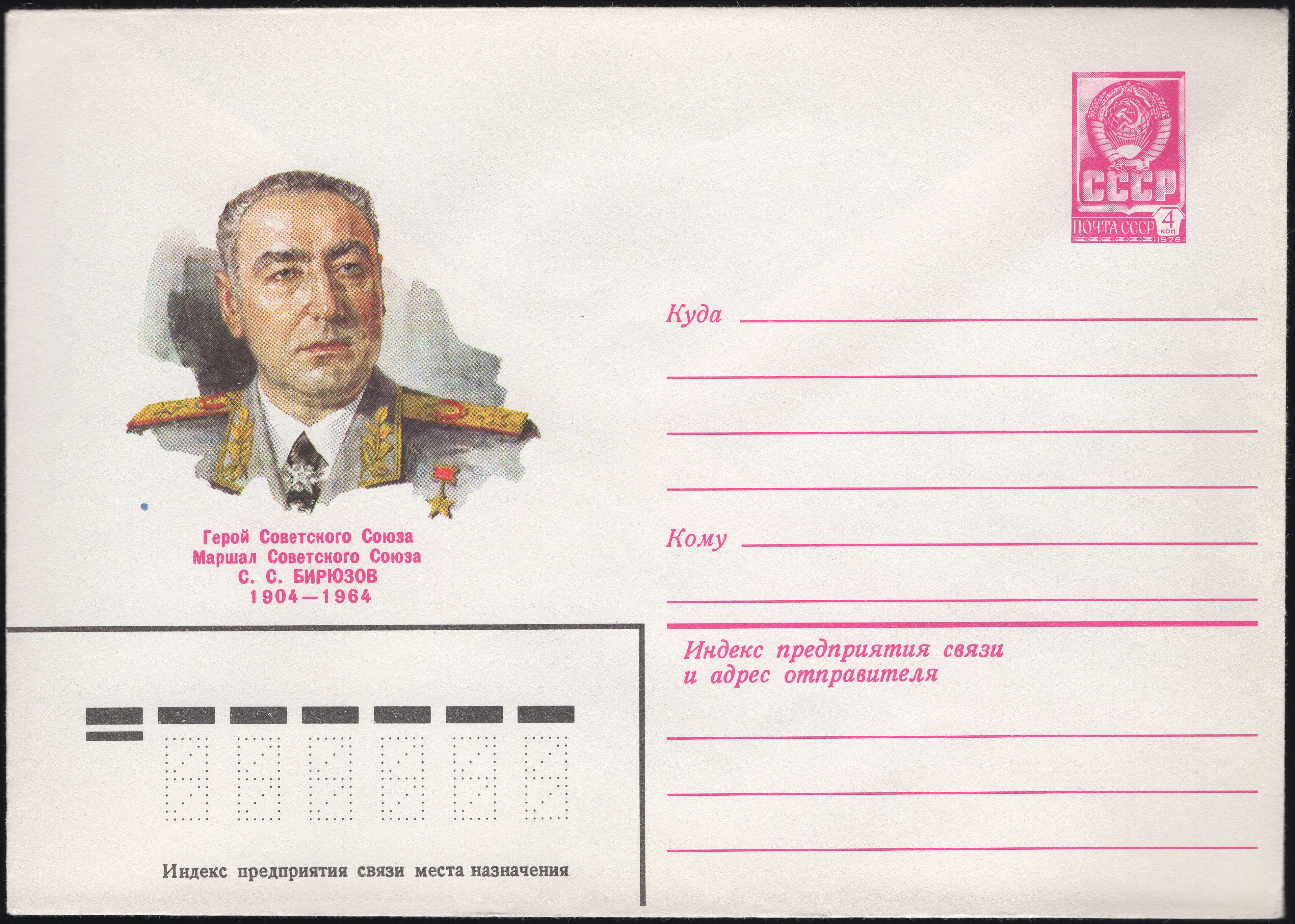
Postkaart van de Sovjet-Unie uit 1979

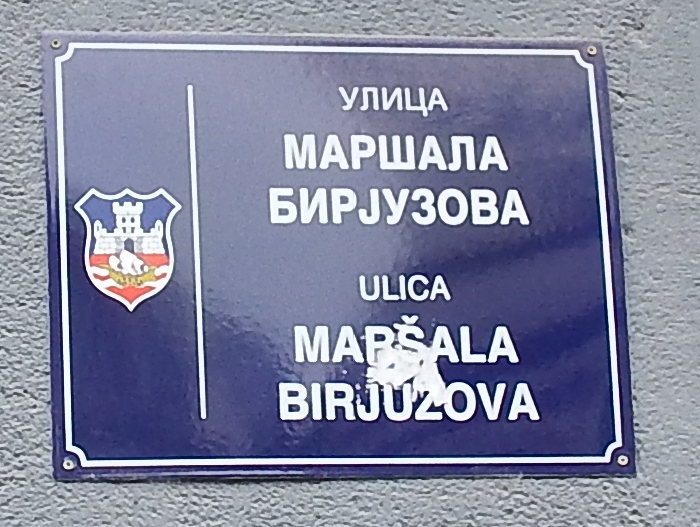
Naar hem genoemde straat in Belgrado

Sergej Semjonovitsj Birjoezov (Russisch: Бирюзов, Сергей Семёнович) (Skopin, Oblast Rjazan, 21 augustus 1904 – berg Avala bij Belgrado, 19 oktober 1964) was een maarschalk van de Sovjet-Unie en held van de Sovjet-Unie die vocht in de Tweede Wereldoorlog. Hij was hoofd van de Strategische Raketstrijdkrachten tijdens de Cubacrisis en kwam om toen zijn vliegtuig tegen een berg vloog.

## Opleiding
Birjoezov werd geboren in een arbeidersgezin. In 1917 studeerde hij af aan de parochieschool en hij werkte als landarbeider en houthakker. Op 15 september 1922 ging hij bij het Rode Leger en hij volgde opleidingen over infanterie en machinegeweren in Rostov aan de Don en Vladikavkaz in het Militair district Noord-Kaukasus. In oktober 1923 ging hij naar de Hogeschool voor militaire commandanten in Moskou. In september 1926 studeerde hij af en keerde hij terug naar het militair district Noord-Kaukasus als commandant van een peloton van het 65e regiment fuseliers van de 22e divisie fuseliers. In 1926 werd hij lid van de Communistische Partij van de Sovjet-Unie. Vanaf december 1929 was hij commandant van een vliegveld van de 36e Luchtvloot in het militair district Noord-Kaukasus.  Van juni 1930 tot februari 1931 studeerde hij aan de militaire faculteit van het technisch instituut van Moskou. Hij diende bij het 3e regiment fuseliers van de proletarische divisie fuseliers van Moskou, eerst als commandant van een compagnie, dan als stafchef van het opleidingsbataljon en dan als commandant van het bataljon.
In juni 1934 studeerde hij aan de Froenzeacademie. In oktober 1937 werd hij stafchef van de 30e divisie fuseliers. Tot februari 1938 was hij waarnemend commandant van die divisie. In april 1938 werd hij stafchef van de operaties van het militair district Charkov. In augustus 1939 werd hij commandant van de 132e divisie fuseliers.

## Tweede Wereldoorlog
Op 22 juni 1941 lag zijn divisie tussen Myrhorod en Krasnohrad en ze werden via stations Tsjausy en Poltava per trein naar het front gevoerd. De divisie van Birjoezov maakte deel uit van het Zuidwestelijk Front. Vanaf 13 juli 1941 vocht hij bij de rivier Sozj tegen het 2e Pantserleger van Heinz Guderian en leed bij de terugtocht naar Gomel zware verliezen. Begin augustus 1941 voerde hij bij Roslavl tegenaanvallen uit, maar werd teruggeslagen naar Troebtsjevsk. Eind september trachtte hij uit te breken naar Sevsk.  Birzoezov leidde zijn mannen van in de voorste linie en raakte driemaal lichtgewond en tweemaal zwaargewond. Vanaf oktober 1941 lag hij enkele maanden in het ziekenhuis. Begin december 1941 leidde hij een tegenaanval bij Jelets. In april 1942 werd hij stafchef van het 48e Leger als deel van het Brjanskfront. In november 1942 werd hij stafchef van het 2e Gardeleger en in operatie Saturnus vernietigde hij het 6e Leger van de Wehrmacht in de Slag om Stalingrad.
In april 1943 werd hij stafchef van het Zuidelijk Front van Fjodor Tolboechin. Op 20 oktober 1943 werd dit het 4e Oekraïense Front. In mei 1944 werden hij en Tolboechin overgeplaatst naar het 3e Oekraïense Front. In oktober 1944 werd Birjoezov commandant van het 37e Leger als deel van het 3e Oekraïense Front. Hij dreef alle Duitse troepen uit Oekraïne, vocht in het offensief Iasi-Chisinau en bevrijdde Bulgarije en Joegoslavië. Hij vocht daar samen met Josip Broz Tito.

## Koude Oorlog
Birjoezov was tot mei 1946 hoofd van de Sovjet-bezettingsmacht van Bulgarije. In mei 1946 werd hij plaatsvervangend opperbevelhebber van de landstrijdkrachten voor gevechtstraining.
In 1946 en 1954 was hij afgevaardigde in de Opperste Sovjet van de Unie van Socialistische Sovjetrepublieken en in 1951 in de Opperste Sovjet van de Russische Federatie. Van juni 1947 tot april 1953 was hij commandant van het militair district Primorski en toen dat opging in het militair district Verre Oosten werd hij plaatsvervangend commandant ervan. Twee maanden later werd Birjoezov opperbevelhebber van de Centrale Groep van Strijdkrachten. In mei 1954 werd hij plaatsvervangend opperbevelhebber van de Vojska PVO en van april 1955 tot april 1962 opperbevelhebber. In 1961 werd hij lid van het Centraal Comité van de Communistische Partij van de Sovjet-Unie. Daarna werd hij opperbevelhebber van de Strategische Raketstrijdkrachten, ook tijdens de Cubacrisis.
In maart 1963 werd hij hoofd van de Stavka.

## Vliegtuigongeluk
Op 19 oktober 1964 kwam Birjoezov met 32 anderen om toen hun Iljoesjin Il-18 neerstortte tegen de berg Avala bij Belgrado. De urn met zijn as is bijgezet in de Kremlinmuur-necropolis op het Rode Plein in Moskou.

## Militaire graden
- Kolonel 4 september 1938[3]
- Brigadegeneraal 4 november 1939
- Generaal-majoor 4 juni 1940
- Luitenant-generaal 30 augustus 1943
- Kolonel-generaal 17 mei 1944
- Legergeneraal 3 augustus 1953
- Maarschalk van de Sovjet-Unie 11 maart 1955

## Onderscheidingen

### Sovjet-Unie
- Held van de Sovjet-Unie 1 februari 1948[4]
- 5 x Leninorde 27 maart 1942, 6 november 1947, 20 augustus 1954, 1 februari 1958 en 20 augustus 1964
- 3 x Orde van de Rode Banier 13 september 1944, 3 november 1944 en 20 april 1953
- Orde van Soevorov, 1e klasse 16 mei 1944
- Orde van Soevorov, 2e klasse 31 maart 1944
- Orde van Koetoezov, 1e klasse 17 September 1943
- Orde van Bogdan Chmelnitski (Sovjet-Unie), 1e klasse 19 maart 1944
- Medaille voor de Verdediging van Stalingrad 1942
- Medaille voor de Bevrijding van Belgrado 1945
- Medaille voor de Overwinning over Duitsland in de Grote Patriottische Oorlog 1941-1945 1945
- Jubileummedaille 30 jaar Sovjet Leger en Vloot 1948
- Jubileummedaille 40 jaar strijdkrachten van de USSR 1958

### Joegoslavië
- Orde van de Partizanenster 1e klasse (Joegoslavië)
- Orde van de Broederschap en Eenheid 1e klasse (Joegoslavië)
- Orde van de Nationale Held (Joegoslavië) postuum

### Bulgarije
- Orde van Georgi Dimitrov (Bulgarije)
- Sint-Alexanderorde (Bulgarije) 1e klasse met zwaarden

### Noord-Korea
- Orde van de Nationale Vlag 1e klasse (Noord-Korea)
- Medaille voor de bevrijding van Korea (Noord-Korea)

### China
- 2 x Medaille Sino-Sovjet Vriendschap (China)

## Oordeel van een tijdgenoot
Maarschalk van de Sovjet-Unie Pjotr Kosjevoj schreef:

Birjoezov was een zeer veeleisende baas, maar zijn veeleisendheid viel altijd binnen het kader van het handvest en, als ik het zo mag zeggen, menselijke gerechtigheid. Velen vonden hem hard en teruggetrokken. Ik zag dit niet zo. Zijn diepe geest, verlangen en vermogen om in de toekomst te kijken kwamen duidelijk tot uiting in praktisch werk.

## Gezin
Zijn echtgenote was Julia Ivanovna Birjoezova. Ze hadden dochters Valentin Razoemov-Birjoezov (geboren 1931, historica) en Olga Zotova (geboren 1935, filologe, docente aan de Froenzeacademie) en een zoon Sergej Birjoezov (geboren 1946).

## Nagedachtenis
- In 1965 werd bij de herdenking van de 20e verjaardag van de overwinning over Duitsland in de Grote Patriottische Oorlog 1941-1945 de 6e straat van de Oktjabrski Polja in Moskou hernoemd tot Maarschalk Birjoezov Straat en daar staat ook een gedenkzuil voor hem.
- Straten in Belgrado, Minsk, Rjazan, Novorossiejsk, Tjoemen, Poltava, Donetsk, Soedak, Sevastopol, Saratov, Karaganda, Odintsovo en Rjazjsk zijn naar hem genoemd.
- Op 19 oktober 2019 werd te Donetsk een borstbeeld geplaatst.
- In zijn geboorteplaats Skopin staat een borstbeeld met een gedenkplaat.
- De Hogere Militair-Politieke School van Riga is naar hem genoemd.
- De pioniersploeg van School 147 in Moskou draagt zijn naam.
- Hij was ereburger van Belgrado en Sofia.
- Op de plaats van overlijden, op de berg Avala bij Belgrado staat een monument voor Sovjetoorlogsveteranen.
- In juli 1966 liep de tanker "Maršal Birjuzov" van 20.800 registerton van stapel in Joegoslavië, nu Kroatië.

### Boeken
- "Toen de kanonnen bulderden" Militaire uitgeverij 1961[6]
- “Sovjet soldaat in de Balkan” Militaire uitgeverij 1963
- "Harde jaren. 1941-1945” Militaire uitgeverij 1966

### Tijdschriftartikels
- “Enkele kwesties van luchtverdediging in de Tweede Wereldoorlog” Tijdschrift voor militaire geschiedenis 1961 Nr. 10 p. 12-27
- “Het militair theoretische erfgoed van M. N.  Toechatsjevski” Tijdschrift voor militaire geschiedenis 1964 Nr. 2 p. 37-49
- “Een opmerkelijke overwinning van de Sovjet strijdkrachten (op de 20e verjaardag van de Iasi-Chisinau-operatie)” Tijdschrift voor militaire geschiedenis 1964 Nr. 8 p. 3-14

- Gemeinsame Normdatei: 129385948
- International Standard Name Identifier: 0000 0000 8361 6425
- Library of Congress Control Number: n85190788
- National Archives and Records Administration: 76019315
- Nationale Bibliotheek van Tsjechië: uk20201077189
- Nationale Bibliotheek van Israël: 987007605536005171
- Nationale Bibliotheek van Polen: a0000002065686
- Nederlandse Thesaurus van Auteursnamen: 243182171
- LIBRIS: 245669
- Trove: 1026273
- Virtual International Authority File: 18301313
- WorldCat: E39PBJvhjH6CVKykYrhY6vw3cP